# Songs from the Lion’s Cage
Songs from the Lion’s Cage – debiutancki album brytyjskiego zespołu muzycznego Arena, wydany w 1995 roku.

## Lista utworów[1]
Wszystkie utwory są autorstwa Clive’a Nolana i Micka Pointera.
1. „Out of the Wilderness” – 8:02
2. „Crying for Help I” – 1:22
3. „Valley of the Kings” – 10:10
4. „Crying for Help II” – 3:08
5. „Jericho” – 6:50
6. „Crying for Help III” – 4:24
7. „Midas Vision” – 4:36
8. „Crying for Help IV” – 5:05
9. „Solomon” – 14:37

## Twórcy[1]
- Clive Nolan – instrumenty klawiszowe
- Mick Pointer – perkusja
- John Carson – śpiew
- Keith More – gitara
- Cliff Orsi – gitara basowa
- Steve Rothery – gościnnie gitara w „Crying for Help IV”